# Victor Kalashnikov
Victor Mikhailovich Kalashnikov (em russo:  Виктор Михайлович Калашников; República Socialista Soviética Cazaque, 16 de julho de 1942 – 27 de março de 2018) foi um designer de armamentos, conhecido pelo desenvolvimento da submetralhadora PP-19 Bizon. Filho de Mikhail Kalashnikov.
Começou a carreira em 1966.
Kalashnikov obteve um PhD em engenharia e 30 patentes.